# 夢幻龍族傳說
《夢幻龍族》是由韓國Barunson Interactive開發的3D橫軸免費線上角色扮演遊戲。
2017/03/30 執行CB刪檔封測 第三度在台營運 由韓國原廠直營
。

## 故事背景
曾經這是一個充滿秩序而美好的世界， 
秩序的根源在於偉大的龍族。 
“神龍王”是龍族唯一且永恆的領袖， 
但他的兄弟藍龍王不甘屈居其下， 
與魔女巴黎斯發動了兩次大戰， 
戰爭過了五十年，曾經的“龍之勇者”年事已高， 
沒有能力親自與黑暗勢力對抗， 
但他們仍然在努力完成最後的使命—— 
等待繼承“龍之勇者”使命的年輕人出現。

## 玩法
初期總共有六大職業，分別是戰士、法師、弓手、影者、召喚師、格鬥家。

## 外部連結
- 韓國官方網站（页面存档备份，存于）
- （繁體中文）台港澳官方網站
- （简体中文）中國大陸官方網站
- （英文）歐洲官方網站 （页面存档备份，存于）